# الوین، بریتیش کلمبیا
الوین، بریتیش کلمبیا (به انگلیسی: Alvin, British Columbia) یک منطقهٔ مسکونی در کانادا است که در بریتیش کلمبیا واقع شده‌است.